# Левы, Вацлав
Вацлав Левы (чеш. Václav Levý; 14 сентября 1820, Небржезини — 30 апреля 1870, Прага, Цислейтания) — чешский скульптор.

## Биография
Вацлав Левы родился в чешской деревне Небржезини, в семье сапожника. В возрасте двух лет Вацлав вместе с родителями переехал в город Кожлани, где они поселились навсегда. 
Свои способности к резьбе по дереву Левы проявил в раннем возрасте. Этому поспособствовала его набожность, вдохновившая его на создание нескольких распятий и фигурок Богоматери. Однако его талант не нашел понимания у родителей и они пытались отдать его в ученики к плотнику. Позднее по настоянию местного священника Вацлава отправили учиться сначала в аббатство в Пльзене, затем в августинский монастырь в Лнарже, где он стал поваром, а затем недолгое время учился в Дрездене.
По совету художника Йозефа Матея Навратиля он отправился в Прагу учиться искусству создания скульптур у Франтишека Ксавьера Линна (1802–1848). Однако в процессе обучения Левы пришёл к выводу, что Линн был посредственным скульптором, который ничему не может его научить, поэтому он вернулся в Чехию, в город Либехов. Здесь он высек в скале Клацелка свои первые скульптуры. На это его вдохновила сатирическая поэма Франтишека Клацеля «Ferina lišák» (с чеш. — «Басня о лисе»).
По рекомендации своего мецената Антонина Вейта, Левы отправился в Мюнхен для изучения скульптурного мастерства у одного из самых уважаемых немецких скульпторов, профессора Людвига Шванталера. Сам Шванталер считал его своим лучшим учеником.
По возвращении в Прагу, Левы не нашёл своему таланту практического применения. В течение последующих пяти лет скульптор создал лишь две статуи, после чего он покинул Чехию и уехал в Рим. Римский период стал самой плодотворной частью его жизни. Он научился работать с мрамором и создал около десятка скульптур и ряд барельефов. Он создавал работы для чешских дворян (статуя Евы Попеловны из Лобковиц, Мадонна принцессы Изабеллы Турн-Таксис), получал заказы из Вены (бюст Франца Иосифа I),  аллегория Артиллерии для жандармских казарм, скульптурное оформление Бельведера) и, конечно, оставил свой след в самом Риме (скульптурное оформление церквей Санта Мария дель Анима, Сан Клементе). Наиболее значимой работой римского периода скульптора является «Мадонна на троне». Это произведение необычной композиции, проникнутое религиозным экстазом, привлекло внимание Папы Пия IX. Множество гипсовых копий было доставлено в чешские школы для уроков рисования.
Из-за длительных проблем со здоровьем, вызванных материальными трудностями в Риме, в 1867 году он решил вернуться на родину. Прага приняла его как всемирно известного скульптора и поручила ему ряд заказов, в том числе украшение тимпана церкви Св. Кирилла и Мефодия в Карлине или скульптурные украшения собора Св. Вита в Праге. Однако болезнь печени дала о себе знать, и он смог лично выполнить лишь небольшую часть заказов, создав большинство из них в сотрудничестве со своим лучшим учеником Йозефом Мысльбеком, с которым он познакомился в Вене. Его последней работой была мраморная статуя ангела на памятнике семье Фейерайс на кладбище в Жебраке, созданная в 1869 году. 
После смерти своего друга, художника Карела Пуркине, он вел уединенную жизнь, впадая в меланхолию и алкоголизм. Болезнь прогрессировала, и 29 апреля 1870 года Леви преждевременно скончался. Три дня спустя он был похоронен на Вышеградском кладбище (могила 2А-28) рядом со своим другом Карелом Пуркине.

## Галерея

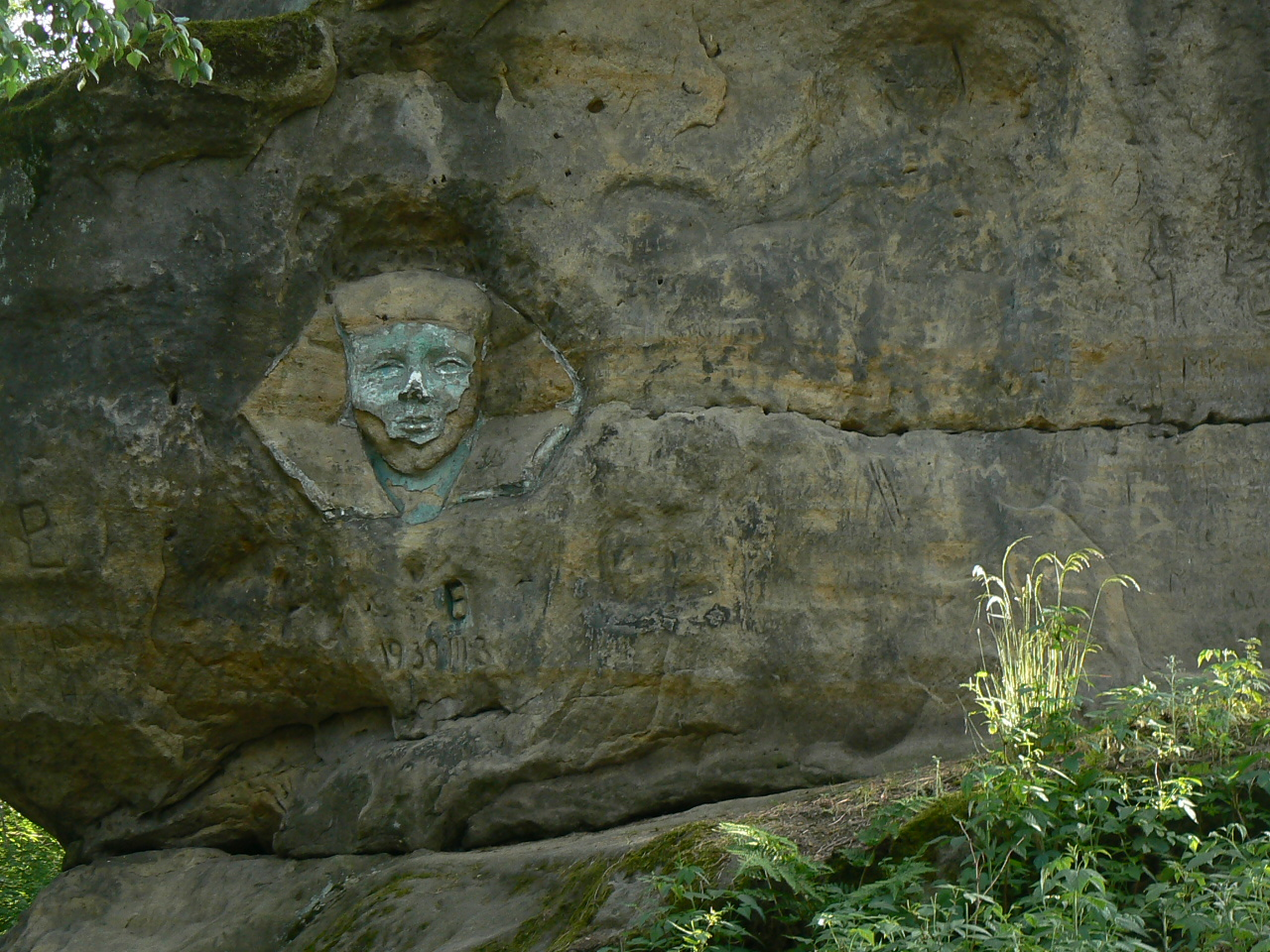
Сфинкс
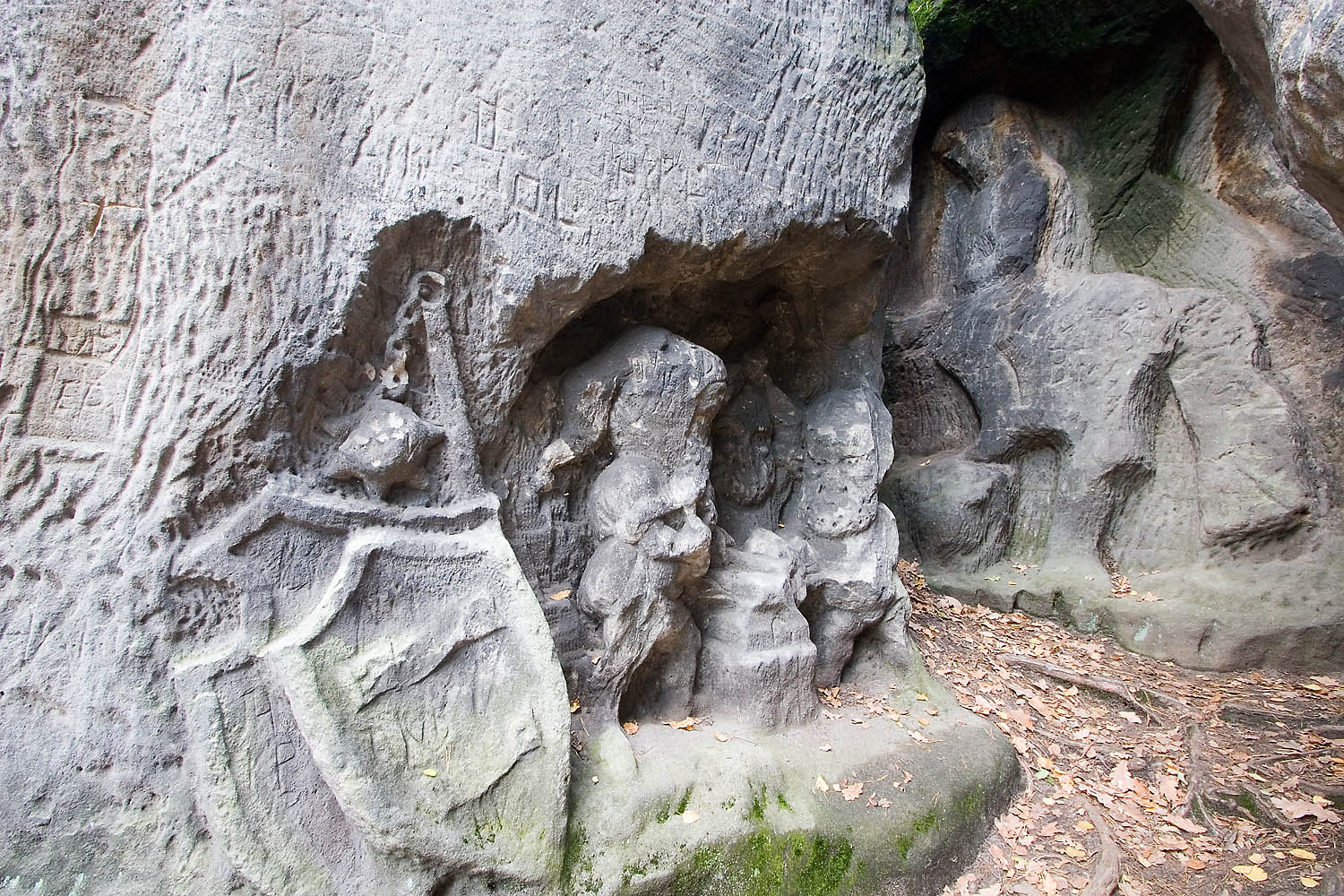
Кузнецы
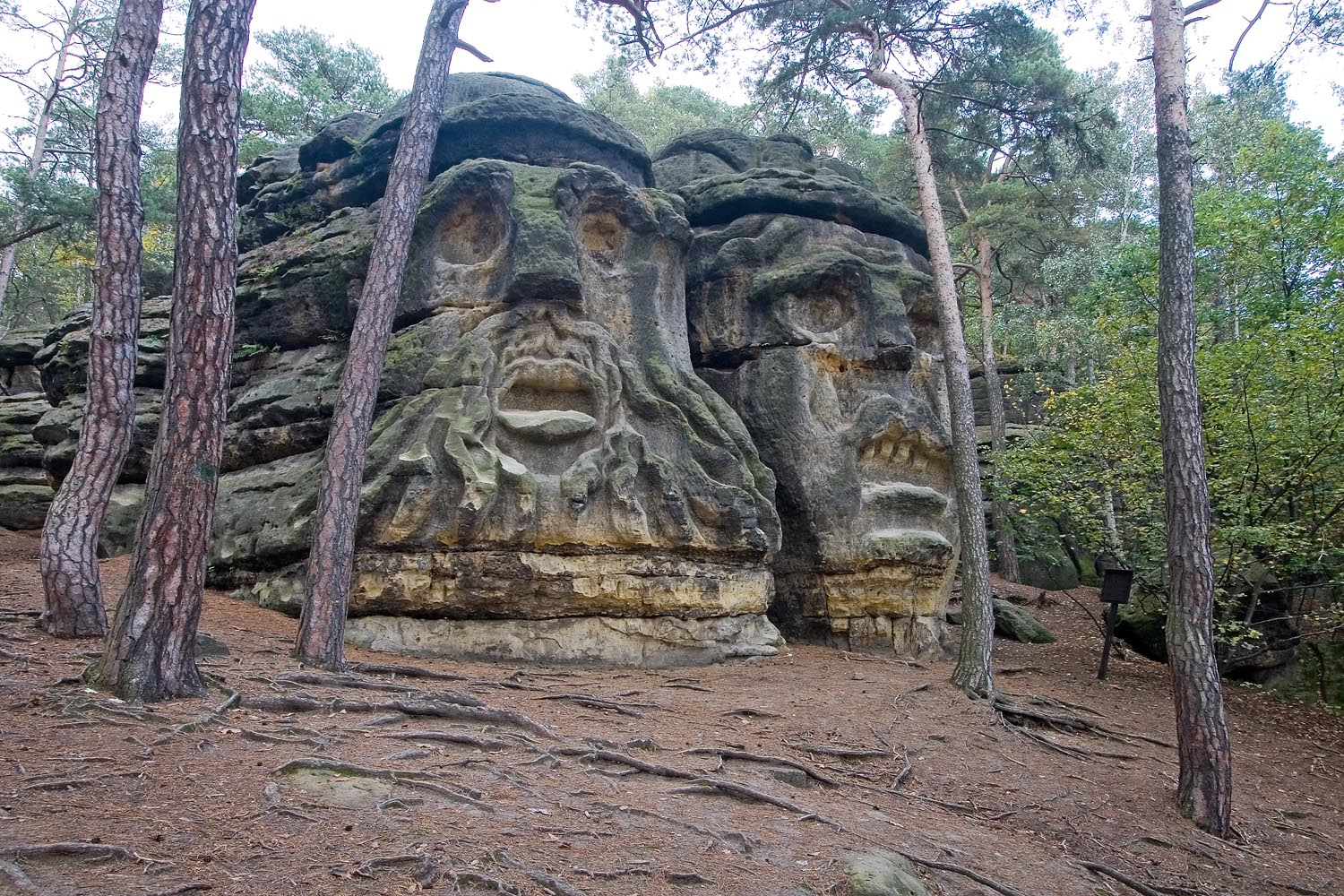
Головы чертей
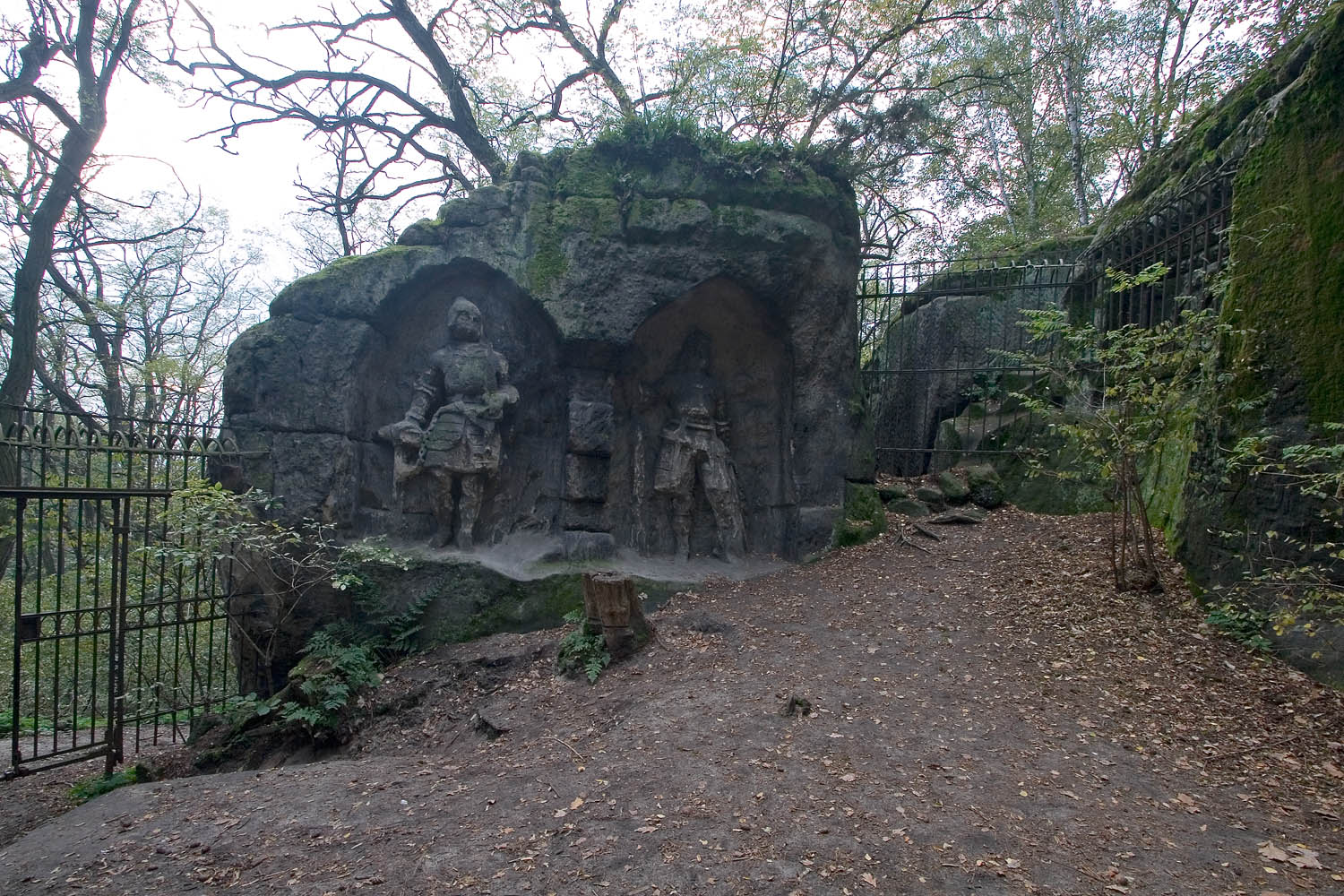
Рыцари
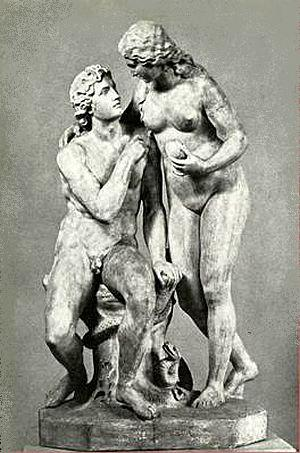
Скульптура "Адам и Ева", Национальный музей в Праге
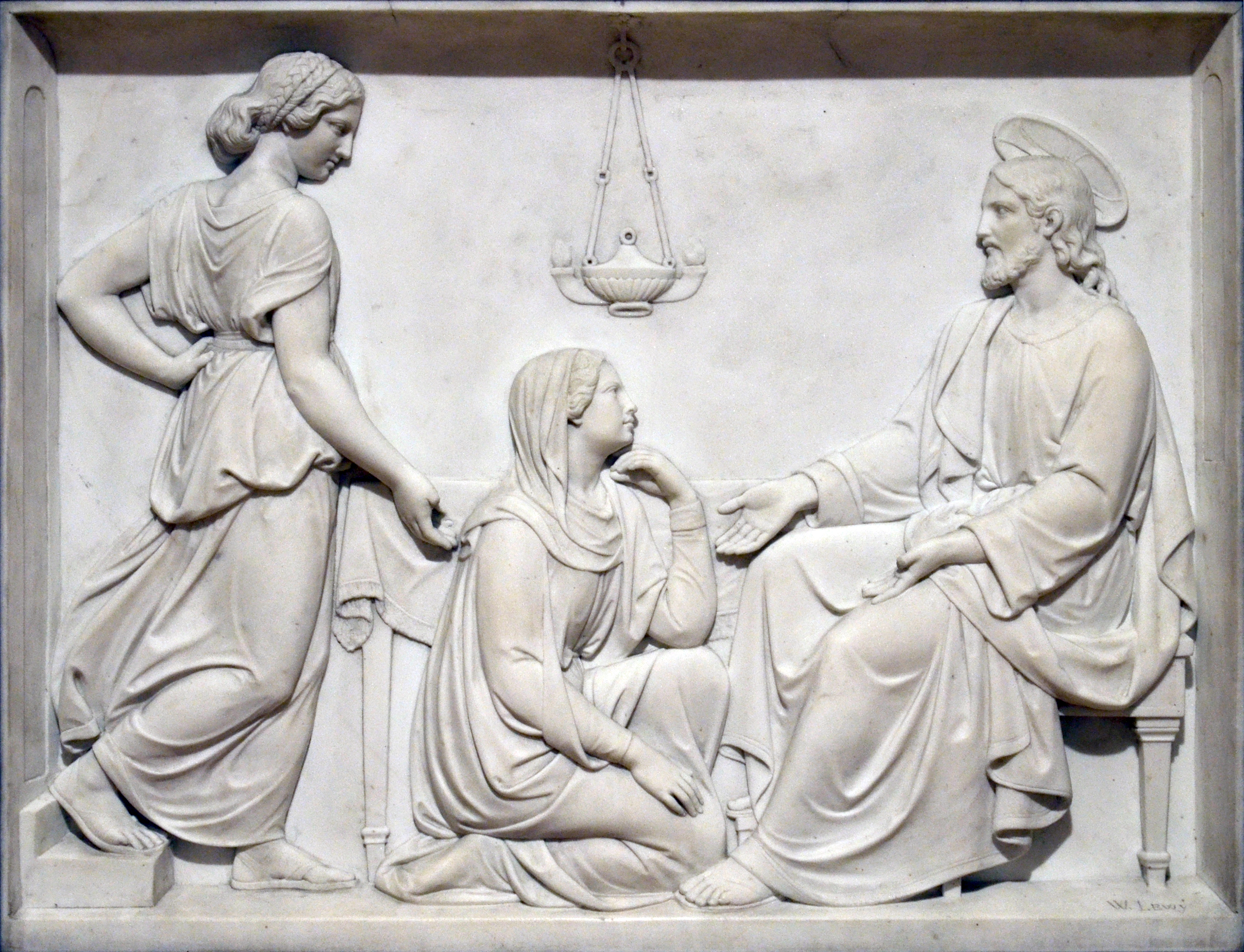
Христос с Марией и Марфой (1858) (мрамор), Национальный музей в Праге
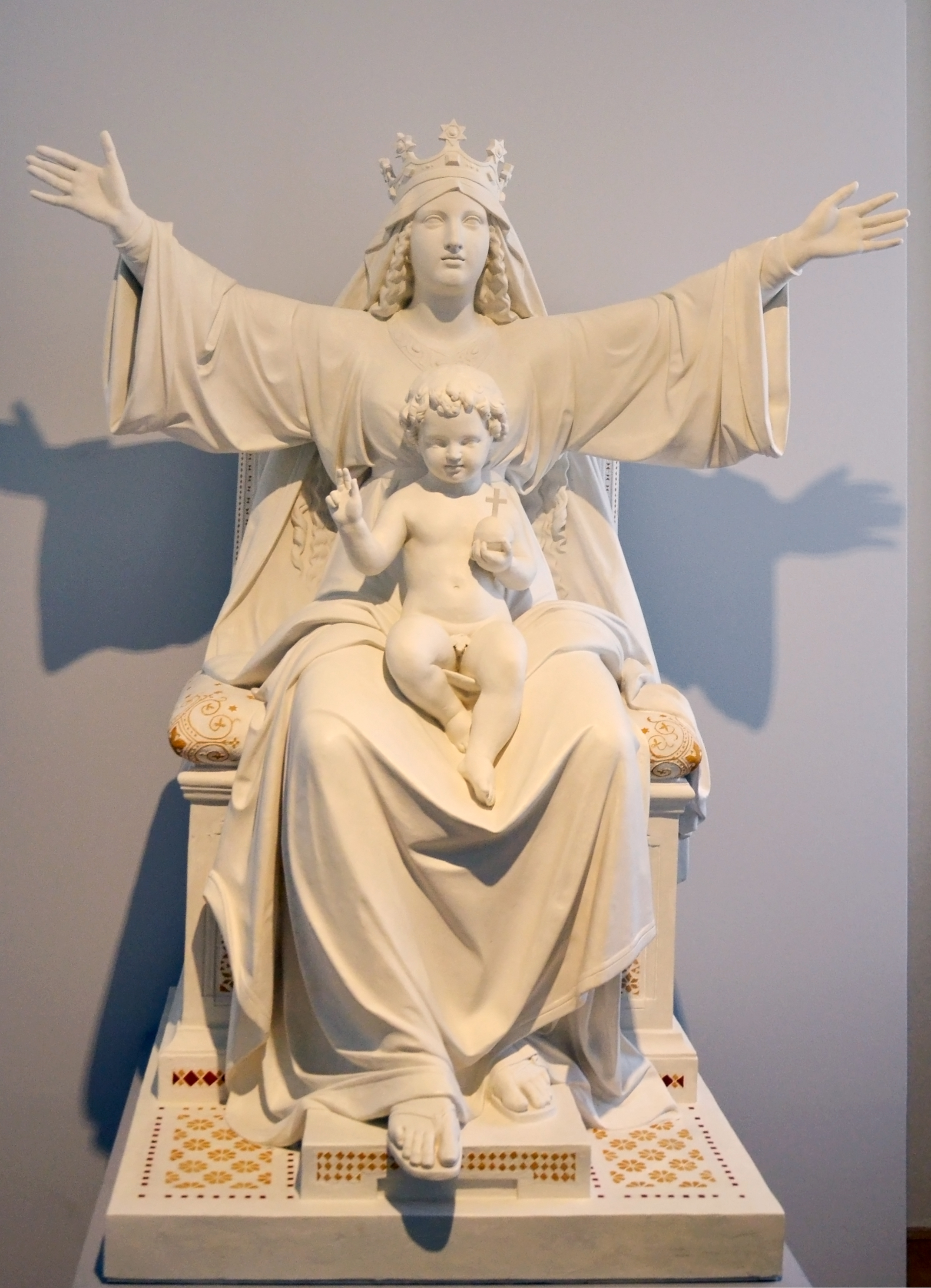
Мадонна на троне (1857)
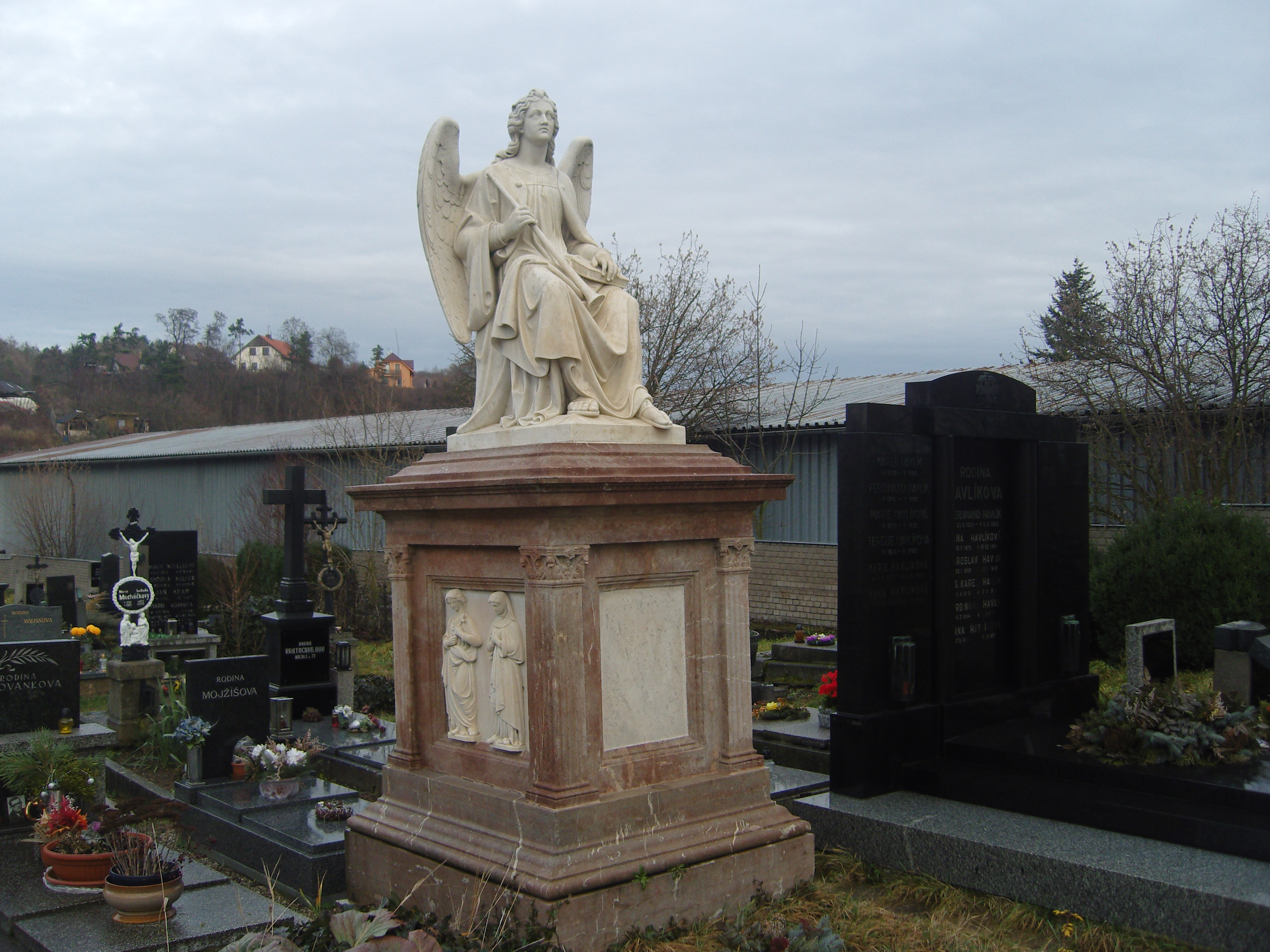
Последняя работа - статуя ангела на памятнике семье Фейерайс на кладбище в Жебраке